# Heartbreak Hotel (This Place Hotel)
«Heartbreak Hotel (This Place Hotel)» (з англ. «Готель розбитих сердець» або «Це місце готель») — другий сингл і п'ята пісня з шістнадцятого альбому (Triumph) групи The Jackson 5. Написана у стилі: ритм-н-блюз, фанк.

## Випуск пісні
Випуск пісні відбувся 7 Грудня 1980 року і була випущена лейблом Epic Records.

## Сюжет пісні
У цій пісні розповідається про Готель розбитих сердець, де закохані замість того щоб знайти любов, втрачають її.